# Вілло Кормош
Вілло Кормош (угор. Villő Kormos, 2 серпня 1988) — угорська стрибунка у воду.
Учасниця Олімпійських Ігор 2004, 2008, 2016 років.
Призерка Чемпіонату Європи з водних видів спорту 2014, 2016 років.